# 907
907 (CMVII) var ett normalår som började en torsdag i den julianska kalendern.

## Händelser

### Okänt datum
- Nordbor anfaller Konstantinopel anförda av rusen Oleg av Kiev.

## Födda
- Wenzel av Böhmen, hertig av Böhmen.

## Avlidna
- Boris I, khan av Bulgarien 852-889.
- Árpád, ungersk härskare